# 凤栖原西汉家族墓地
凤栖原西汉家族墓地地處陝西省西安市長安區韦曲街道鳳栖原，該墓地位於樊川以北、漢宣帝杜陵以東、南望秦嶺，距離樊川潏河大約3千米。地勢高亢。是一处西漢大型家族古墓地，時代從西漢中晚期至王莽時期，經考證确认是漢宣帝時期重臣張安世家族墓地。是迄今為止唯一經完整發掘的漢代“列侯”級別家長墓，為討論中國古代高級別大型墓葬建造過程、禮制形式與葬俗發展衍變等給予了關鍵資料。
凤栖原西汉家族墓地於2011年6月10日入選中國2010年度全國十大考古新發現之一，2013年3月5日名列第七批全国重点文物保护单位名錄。

## 發掘綜述

### 墓園
凤栖原西汉家族墓地核心區域為一形狀近似長方形的墓園，該墓園以四面壕溝為分界綫，南北長約159米、東西寬約195米:111。中間部分有一大型甲字形墓葬。東南部有另一中型甲字形墓葬，其東、西兩側分佈從墓坑。東部有祠堂建築基址。墓園之外的東、西、北側有大約10座規模不一的袝葬墓。其中墓园中部的大型甲字形墓葬，墓道位于北部、墓室居于南部，墓冢封土原高15米左右，现残存高约1至1.3米；东南部的中型甲字形墓葬与大墓方向一致，曾被盗并遭遇火焚，出土有陶器、玉饰、铁质车马器等文物。东、西、北各侧袝葬的墓葬规模个不尽相同、数量较多，出土有陶器、釉陶器、瓷器、车马器、玉器、铁器等百余件随葬品。

### 墓坑
甲士俑从墓坑軍事内容完整，具有完備的指揮系統以及十餘枚職級不同的印章。金銀、鎏金、错金银、青铜等各类文物大約3000件，大部分文物具有標準器意義:11。